# Stratiomys pallipes
Stratiomys pallipes är en tvåvingeart som beskrevs av Fabricius 1781. Stratiomys pallipes ingår i släktet Stratiomys och familjen vapenflugor. Inga underarter finns listade i Catalogue of Life.